# Ditrichocorycaeus amazonicus
Ditrichocorycaeus amazonicus – gatunek widłonoga z rodziny Corycaeidae. Opisał go w 1894 roku niemiecki zoolog Friedrich Dahl, nadając mu nazwę Corycaeus amazonicus.